# 古县镇 (永丰县)
古县镇，是中华人民共和国江西省吉安市永丰县下辖的一个镇。

## 行政区划
古县镇下辖以下地区：
古县镇社区、古县村、上保村、五团村、新元村、桥坑村、朱溪村、龙陂村、石井村、营下村、遇元村、中元村、海元村、岭下村和继田村。